# L'Esquerra en el Parlament Europeu
L'Esquerra en el Parlament Europeu - GUE-NGL, (GUE del francès Gauche Unitaire Européene; NGL de l'anglès Nordic Green Left) és un grup d'esquerres del Parlament Europeu establert al 1995, compost actualment pel Partit de l'Esquerra Europea i l'Aliança de l'Esquerra Verda Nòrdica. Fins al 2021 el grup es denominava Esquerra Unitària Europea/Esquerra Verda Nòrdica.
El GUE-NGL agrupa partits polítics europeus d'orientació comunista i socialista.

## Història
Durant anys diversos partits de l'esquerra no-socialista han treballat junts en un mateix grup del Parlament Europeu. El 1989 n'hi havia quatre: el Partit Comunista Italià (PCI), Izquierda Unida (IU) d'Espanya, el SPP de Dinamarca i Sinaspismós (SYN) de Grècia, van decidir formar l'Esquerra Unitària Europea o GUE. Quan el PCI va fer el canvi al PDS, van decidir sortir d'aquest grup i unir-se a la Internacional Socialista el 1991 i al Grup Socialista en el Parlament Europeu.

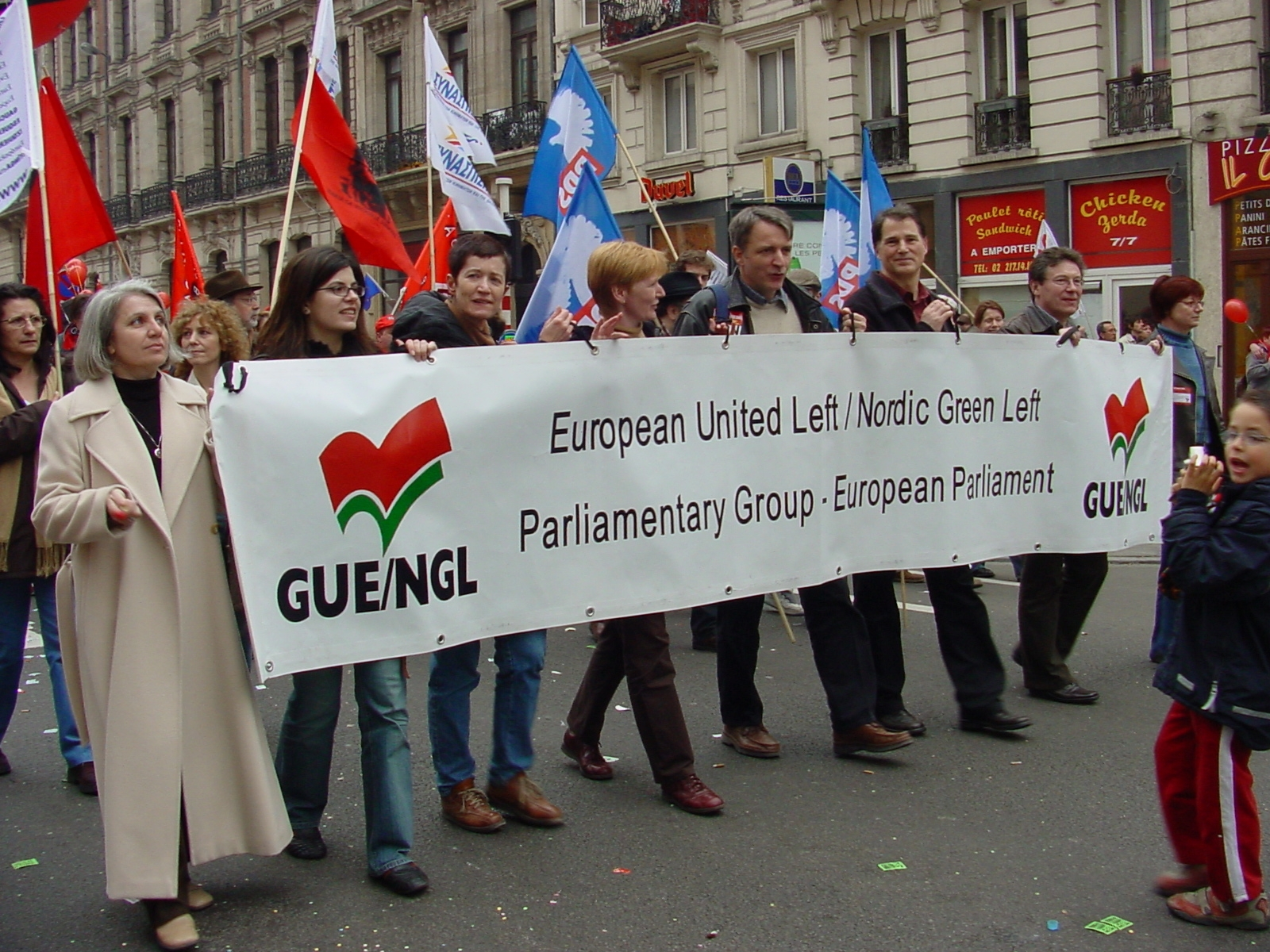
Manifestació del GUE-NGL en Brussel·les. Març de 2005

L'aliança, ampliada a altres partits, es va establir com un grup polític al començament de la quarta legislatura del parlament el 1994 sota el nom de Grup Confederal de l'Esquerra Unitària Europea (GUE). Els fundadors foren: IU d'Espanya, Partit Comunista Francès (PCF) de França, Refundació Comunista (PRC) d'Itàlia, Partit Comunista Portuguès (PCP); el Partit Comunista de Grècia (KKE); i Sinaspismós (SYN) de Grècia.
Amb l'ingrés a la Unió Europea (UE) dels països nòrdics i Àustria el gener de 1995, es van incloure: el Partit d'Esquerra (VP) de Suècia i l'Aliança d'Esquerra (VAS). AL mateix temps el Partit Popular Socialista (SF) de Dinamarca juntament amb els partits de Suècia i Finlàndia van formar l'Aliança de l'Esquerra Verda Nòrdica (NGL). El conjunt es va anomenar Grup Confederal Esquerra Unitària Europea - Esquerra Verda Nòrdica, (Confederal Group of the European United Left/Nordic Green Left) amb l'acrònim GUE/NGL.
En el 2003 s'uneixen diversos eurodiputats des de Xipre (2), República Txeca (3), Letònia (1) i Eslovàquia (1). En el 2004 s'afegeixen el Sinn Féin (Irlanda) i el Bloc d'Esquerra (Portugal). Alguns partits membres d'aquest grup van fer una crida el gener de 2004 als partits d'esquerres a fundar un partit polític europeu. Finalment, el Partit de l'Esquerra Europea es funda els dies 8 i 9 de maig de 2004 a Roma.
El 2024, eurodiputats dels partits italians Esquerra Italiana i el populista Moviment Cinc Estrelles es van unir al grup.
Actualment representa a 47 partits polítics de 14 estats membres. El grup confederat GUE-NGL és el cinquè grup en nombre d'escons, després del Partit Popular Europeu-Demòcrates Europeus (268), el Partit Socialista Europeu (200), Aliança dels Liberals i Demòcrates Europeus (88) i Els Verds/Aliança Lliure Europea (42).

## Membres actuals (10è Parlament Europeu)
| Estat         | Partit | Ideologia                                     | Partit Europeu | Partit Europeu         | Diputats |
| ------------- | --- | --------------------------------------------- | -------------- | ---------------------- | -------- |

Eurodiputats del GUE-NGL (2019-2024). En vermell fosc estats membres amb més d'un eurodiputat, en vermell clar estats amb un únic representant.

| Bèlgica       | Partit dels Treballadors de Bèlgica Partij van de Arbeid van België (PVDA) Parti du Travail de Belgique (PTB) | Comunisme Marxisme-leninisme                  |                | Cap                    | 2 / 22   |
| Xipre         | Partit Progressista del Poble Treballador Ανορθωτικό Κόμμα Εργαζόμενου Λαού (ΑΚΕΛ)                            | Comunisme Marxisme                            |                | PEL (observador)       | 1 / 6    |
| Dinamarca     | Aliança Roja-Verda Enhedslisten – De Rød-Grønne (Ø)                                                           | Socialisme                                    |                | MLP / PEL              | 1 / 15   |
| Finlàndia     | Aliança d'Esquerra Vasemmistoliitto                                                                           | Socialisme democràtic                         |                | MLP / PEL (observador) | 3 / 15   |
| França        | França Insubmisa La France insoumise (LFI)                                                                    | Socialisme democràtic                         |                | MLP / PEL (observador) | 9 / 81   |
| Alemanya      | L'Esquerra Die Linke                                                                                          | Socialisme democràtic                         |                | PEL                    | 3 / 96   |
| Alemanya      | PMUT Partei Mensch Umwelt Tierschutz (PMUT)                                                                   | Ecologisme                                    |                | APEU                   | 1 / 96   |
| Grècia        | Syriza Συνασπισμός Ριζοσπαστικής Αριστεράς (ΣΥΡΙΖΑ)                                                           | Socialisme democràtic Socialdemocràcia        |                | PEL                    | 4 / 21   |
| Irlanda       | Sinn Féin (SF)                                                                                                | Socialisme democràtic Republicanisme irlandès |                | Cap                    | 2 / 14   |
| Irlanda       | Independent Luke 'Ming' Flanagan                                                                              |                                               |                | Independent            | 1 / 14   |
| Itàlia        | Esquerra Italiana Sinistra Italiana                                                                           | Socialisme democràtic                         |                | PEL / MLP (observador) | 2 / 76   |
| Itàlia        | Moviment 5 Estrelles Movimento Cinque Stelle (M5S)                                                            | Populisme                                     |                | Cap                    | 8 / 76   |
| Països Baixos | Partit pels Animals Partij voor de Dieren (PvdD)                                                              | Ecologisme Euroescepticisme                   |                | APEU                   | 1 / 31   |
| Portugal      | Bloc d'Esquerra Bloco de Esquerda (BE)                                                                        | Socialisme democràtic Socialdemocràcia        |                | PEL / MLP              | 1 / 21   |
| Portugal      | Partit Comunista Portuguès Partido Comunista Português (PCP)                                                  | Comunisme Marxisme–Leninisme                  |                | Cap                    | 1 / 21   |
| Espanya       | Podem Podemos                                                                                                 | Socialisme democràtic Republicanisme          |                | MLP                    | 2 / 61   |
| Espanya       | Moviment Sumar Movimiento Sumar                                                                               | Socialisme democràtic                         |                | PEL                    | 1 / 61   |
| Espanya       | EH Bildu Euskal Herria Bildu                                                                                  | Socialisme democràtic                         |                | PEL (observador)       | 1 / 61   |
| Suècia        | Partit de l'Esquerra Vänsterpartiet (V)                                                                       | Socialisme Euroescepticisme                   |                | MLP                    | 2 / 21   |
| Unió Europea  | Total | Total                                         | Total          | Total                  | 46 / 720 |

## Anteriors composicions

### 9è Parlament Europeu
| Estat         | Partit | Ideologia                                     | Partit Europeu | Partit Europeu         | Diputats |
| ------------- | --- | --------------------------------------------- | -------------- | ---------------------- | -------- |
| Bèlgica       | Partit dels Treballadors de Bèlgica Partij van de Arbeid van België (PVDA) Parti du Travail de Belgique (PTB) | Comunisme Marxisme-leninisme                  |                | Cap                    | 1 / 21   |
| Xipre         | Partit Progressista del Poble Treballador Ανορθωτικό Κόμμα Εργαζόμενου Λαού (ΑΚΕΛ)                            | Comunisme Marxisme                            |                | PEL (observador)       | 2 / 6    |
| Txèquia       | Partit Comunista de Bohèmia i Moràvia Komunistická strana Čech a Moravy (KSČM)                                | Comunisme                                     |                | PEL (observador)       | 1 / 21   |
| Dinamarca     | Aliança Roja-Verda Enhedslisten – De Rød-Grønne (Ø)                                                           | Socialisme                                    |                | PEL / MLP / NGLA       | 1 / 14   |
| Finlàndia     | Aliança d'Esquerra Vasemmistoliitto                                                                           | Socialisme democràtic                         |                | PEL / MLP / NGLA       | 1 / 14   |
| França        | França Insubmisa La France insoumise (LFI)                                                                    | Socialisme democràtic                         |                | MLP / PEL (observador) | 5 / 79   |
| França        | Esquerra Republicana i Socialista Gauche Républicaine et Socialiste (GRS)                                     | Socialisme                                    |                | PEL (observador)       | 1 / 79   |
| Alemanya      | L'Esquerra Die Linke                                                                                          | Socialisme democràtic                         |                | PEL                    | 5 / 96   |
| Grècia        | Syriza Συνασπισμός Ριζοσπαστικής Αριστεράς (ΣΥΡΙΖΑ)                                                           | Socialisme democràtic Socialdemocràcia        |                | PEL                    | 2 / 21   |
| Grècia        | Nova Esquerra Νέα Αριστερά (NA)                                                                               | Socialisme                                    |                | Cap                    | 1 / 21   |
| Grècia        | Independent Stelios Kouloglou                                                                                 |                                               |                | Independent            | 1 / 21   |
| Irlanda       | Independents 4 Change Neamhspleáigh ar son an Athraithe                                                       | Socialisme                                    |                | Cap                    | 2 / 13   |
| Irlanda       | Sinn Féin (SF)                                                                                                | Socialisme democràtic Republicanisme irlandès |                | Cap                    | 1 / 13   |
| Irlanda       | Independents Luke 'Ming' Flanagan                                                                             |                                               |                | Independent            | 1 / 13   |
| Països Baixos | Partit pels Animals Partij voor de Dieren (PvdD)                                                              | Ecologisme Euroescepticisme                   |                | APEU                   | 1 / 29   |
| Portugal      | Bloc d'Esquerra Bloco de Esquerda (BE)                                                                        | Socialisme democràtic Socialdemocràcia        |                | PEL / MLP              | 2 / 21   |
| Portugal      | Partit Comunista Portuguès Partido Comunista Português (PCP)                                                  | Comunisme Marxisme–Leninisme                  |                | Cap                    | 2 / 21   |
| Espanya       | Podem Podemos                                                                                                 | Socialisme democràtic Republicanisme          |                | MLP                    | 4 / 59   |
| Espanya       | Esquerra Unida Izquierda Unida (IU)                                                                           | Comunisme Socialisme                          |                | PEL                    | 1 / 59   |
| Espanya       | Anticapitalistes Anticapitalistas                                                                             | Socialisme Trotskisme                         |                | Cap                    | 1 / 59   |
| Suècia        | Partit de l'Esquerra Vänsterpartiet (V)                                                                       | Socialisme Euroescepticisme                   |                | MLP / NGLA             | 1 / 21   |
| Unió Europea  | Total | Total                                         | Total          | Total                  | 37 / 705 |

## Resultats electorals
| Any  | Escons   | +/– | Notes                                                         |
| ---- | -------- | --- | ------------------------------------------------------------- |
| 1995 | 34 / 567 | -   | A partir del grup antecessor Esquerra Unida Europea (1994-95) |
| 1999 | 42 / 626 | 8   |                                                               |
| 2004 | 41 / 732 | 1   |                                                               |
| 2009 | 35 / 766 | 6   |                                                               |
| 2014 | 52 / 751 | 17  |                                                               |
| 2019 | 41 / 751 | 11  |                                                               |
| 2024 | 47 / 720 | 6   |                                                               |

## President del grup
| President          | President | Inici | Final   | Estat    | Partit           |
| ------------------ | --------- | ----- | ------- | -------- | ---------------- |
| Alonso Puerta      |           | 1995  | 1999    | Espanya  | Esquerra Unida   |
| Francis Wurtz      |           | 1999  | 2009    | França   | Partit Comunista |
| Lothar Bisky       |           | 2009  | 2012    | Alemanya | L'Esquerra       |
| Gabi Zimmer        |           | 2012  | 2019    | Alemanya | L'Esquerra       |
| Manon Aubry*       |           | 2019  | Present | França   | França Insubmisa |
| Martin Schirdewan* |           | 2019  | Present | Alemanya | L'Esquerra       |

- Des de 2019 hi ha dos copresidents actius.